# チョン・ウンチェ
チョン・ウンチェ（정 은채、1986年11月24日 - ）は、韓国の女優、モデルである。

## 経歴
2012年、オムニバス映画『ホラー・ストーリーズ』に出演する。2013年、ホン・サンス監督の『ヘウォンの恋愛日記』で主役に抜擢される。同年、韓国映画評論家協会の新人女優賞を受賞した。
2014年、ホン・サンス監督の『自由が丘で』に出演。同年、ヒョンビンが主演を務めた『王の涙 イ・サンの決断』に出演する。

## フィルモグラフィー

### 映画
- 超能力者（2010年）
- プレイ（2011年）
- 春、雪（2012年）
- ホラー・ストーリーズ（2012年）
- ヘウォンの恋愛日記（2013年）
- 王の涙 イ・サンの決断（2014年）
- 自由が丘で（2014年）
- もしかしたら私たちはわかれたかもしれない（2023年）

### テレビドラマ
- パスタ〜恋が出来るまで〜（2010年、MBC） - ホール係役
- 影島橋を渡る（2011年、KBS） - ペク・ソル役
- 我が家の女たち（2011年、KBS） - コ・ウンニム役
- 雨の国（2014年、KBS） - ナラ役
- ドクター・フロスト（2014年-2015年、OCN） - ユン・ソンア役
- リターン～真相～（2018年、SBS） - クム・ナラ役
- 客 The Guest（2018年、OCN） - カン・ギルヨン役
- リーガル・ハイ（2019年、JTBC） - ト・ムンギョン役
- ザ・キング:永遠の君主（2020年、SBS） - ク・ソリョン役
- L.U.C.A. : The Beginning（2021年　tvN） -チョン室長役
- アンナ（2022年、Coupang) -イ・ヒョンジュ役
- Pachinko（2022年、Apple TV+) -キョンヒ役
- Pachinko２（2022年、Apple TV+) -キョンヒ役
- Your Honor／追い詰められた判事（2024年、ENA) -カン・ソヨン役
- ジョンニョン: スター誕生（2024年、tvN） - ムン・オッキョン役

### テレビバラエティ
- 行進-友達の話（2013年）

## 音楽

### アルバム
- 『チョン・ウンチェ』（2013年4月）

## 受賞歴
- 2011年 第6回アジアモデル授賞式 CMモデル賞
- 2013年 第22回釜日（プイル）映画賞 新人女子演技賞
- 2013年 第14回釜山映画評論家協会賞 女子新人演技賞
- 2013年 第33回韓国映画評論家協会賞 女子新人賞
- 2013年 第2回モエ＆シャンドンライジングスターアワード モエライジングスター賞
- 2014年 第1回野花映画賞主演女優賞